# Texas Instruments Avigo 10
The Avigo 10 (l'unico modello Avigo prodotto) è un Personal Digital Assistant ("PDA") prodotto dalla Texas Instruments dal 1997 al 2000. Fu un competitore del Palm Pilot.
Come il Palm Pilot, l'Avigo aveva un touch screen monocromatico LCD, e può sincronizzarsi con PC mediante una docking cradle o un collegamento a raggi infrarossi.
Largo quanto un Palm Pilot, ma più piccolo del Apple Newton, misura 5,5 in. × 3,25 in. × 0,75 in. Il case di plastica con scritte grigie. Presenta un cover rigida di protezione.
La CPU è un 8-bit Zilog Z80 microprocessore a otto MHz. Usa il bank-switching per superare la restrizione di memoria a 64 kibibyte. Una serie di Avigo fu equipaggiata con un megabyte di flash memory e 680 kilobytes disponibili. Il dispositivo funziona con due batterie AAA, e una CR2025 al litio per il RAM backup.

## Caratteristiche
- T9
- Supporto di programmi in funzionamento "landscape" o "portrait"
- built-in database
- Uno slot per espansione di memoria fino a 2 megabytes